# 1872 Helenos
1872 Helenos (1971 FG) là một thiên thể Troia của Sao Mộc, trong nhóm Troia, được phát hiện ngày 24 tháng 3 năm 1971 bởi Cornelis Johannes van Houten, Ingrid van Houten-Groeneveld và Tom Gehrels ở Đài thiên văn Palomar.